# Acrocorint
Acrocorint (en grec antic Ακροκόρινθος) és una elevació de roca a tocar de l'antiga ciutat de Corint, que antigament era l'acròpolis de la ciutat.
No es coneix la topografia de l'antiga acròpolis abans de la destrucció de la ciutat per Luci Mummi Acaic l'any 146 aC. La nova ciutat que van construir els romans la descriuen tant Pausànias com Estrabó. Estrabó diu que la muntanya d'Acrocorint estava inclosa dins de les muralles de la ciutat de Corint. La ciutat tenia quaranta estadis de circumferència, i estava envoltada de muralles allà on els tallats de la muntanya no la protegien. Quan es pujava cap al cim es veien les restes de les antigues fortificacions. Pausànias diu que al cim hi havia un temple d'Afrodita, amb imatges de la deessa armada, d'Hèlios i d'Eros amb un arc. Darrere el temple hi ha una font que Asop va regalar a Sísif, el fundador de la ciutat, que segons Pausànias és la Font de Pirene. Segons la tradició, quan Àrtemis va matar involuntàriament Cèncrias, el fill de Pirene, ella, amb un profund dolor, va posar-se a plorar tan intensament, que es va transformar en aquella font, i les seves aigües no s'estroncaven mai. A sota de la font hi havia les restes del Sisifeu, un temple construït en marbre blanc que es creu que estava dedicat a Sísif. Estrabó diu que des de l'Acrocorint es podia veure la muntanya del Parnàs, i que el camí de pujada des de la ciutat fins a l'acròpolis tenia una longitud de trenta estadis.
precisament per la seva situació era un lloc de fàcil defensa. La seva superfície era superior a la de la ciutat de Corint, i en cas d'invasions podia servir com a refugi a tots els habitants de la ciutat i fins i tot als seus ramats. Les primeres fortificacions de l'Acrocorint segurament es van construir a finals del segle vii aC o a principis del segle vi aC. L'any 338 aC la van conquerir els macedonis, fins que en temps d'Antígon II Gònatas la va ocupar Arat de Sició, i la va incorporar a la Lliga Aquea. Acrocorint tenia una gran importància estratègica, fins al punt que Demetri de Faros va aconsellar a Filip V de Macedònia que si volia dominar el Peloponnès havia d'ocupar les fortaleses d'Acrocorint i d'Itome.
Sota l'Imperi Romà d'Orient va ser fortificada de nou, i era la seu de l'estrateg del tema de l'Hèl·lade. Es va excavar a partir del 1929.

## Mitologia
Pausànias explica un mite que va escoltar dels corintis. Posidó va disputar aquelles terres amb Hèlios, i com que no es van posar d'acord, van triar com a àrbitre a l'hecatonquir Briàreu. El gegant va dictaminar que l'Istme de Corint i tol el que contenia era de Posidó, i va donar a Hèlios la part més elevada de la ciutat, l'Acrocorint. Des de llavors es diu que l'Istme és de Posidó.